# Crocodylocapillaria longiovata
Genre
Espèce
Crocodylocapillaria longiovata, unique représentant du genre Crocodylocapillaria, est une espèce de nématodes de la famille des Capillariidae et parasite de crocodiles.

## Description
Le stichosome est constitué d'une unique rangée de stichocytes allongés. Chez le mâle, l'extrémité postérieure, arrondie, est dépourvue de palettes caudales contrairement à d'autres Capillariidae, mais muni de deux grands lobes ventro-latéraux. Il n'y a pas de bourse membraneuse, et une paire de papilles est présente près de l'ouverture cloacale. Le spicule est long mais peu sclérifié et sans rainures transversales rugueuses. La gaine du spicule est épineuse. La femelle possède un appendice vulvaire. Les œufs sont allongés et munis de longs bouchons polaires à chaque extrémité.

## Hôtes
Crocodylocapillaria longiovata parasite l'estomac du Crocodile de Johnston (Crocodylus johnstoni), du Crocodile de Nouvelle-Guinée (Crocodylus novaeguineae) et du Crocodile marin (Crocodylus porosus).

## Taxonomie
L'espèce est décrite en 1998 par le parasitologiste tchèque František Moravec et le parasitologiste australien David M. Spratt, sous le protonyme de Crocodylocapillaria longiovata. C. longiovata est la seule espèce de son genre.